# Beyond the K...
Beyond the K...（ビヨンド・ザ・ケイ）は、JFNCのラジオ番組。

## 概要
- 2006年4月放送開始。韓国人歌手のKがパーソナリティーを務める30分番組。
- 2009年9月放送終了。
- 2009年12月特別番組として放送。

## 出演
- K

## 主なコーナー
- 挑戦状 - 番組のオープニングで、リスナーから送られてきた早口言葉に挑戦する。Kが言えなかった場合は、リスナーが希望する写真が番組ホームページにアップされるが、たいてい言えない。
- 弾き語りリクエスト - 月1回（主に月末）の企画。リスナーからのリクエストに応えて、Kがスタジオで弾き語りで歌う。

ほか

## ネット局と放送時間
一部の局では降りコメントを挿入して25分番組として放送。
- FM秋田 日曜18:30～18:55
- Boy-FM 金曜20:00～20:30
- FMぐんま 水曜21:30～21:55
- レディオ・ベリー 木曜20:30～20:55
- 岐阜FM 土曜20:00～20:30
- FM OSAKA 月曜20:30～20:55
- Kiss-FM KOBE 土曜24:00～24:30
- e-radio 水曜21:00～21:30
- V-air 木曜20:30～20:55
- FM徳島 月曜21:00～21:30
- Hi-six 日曜22:30～22:55
- Air-Radio FM88 土曜20:30～21:00
- JOY FM 金曜20:00～20:30
- μFM 金曜20:00～20:30